# Trofosfamidă
Trofosfamida este un medicament chimioterapic din clasa agenților alchilanți, fiind un derivat de azot-iperită. Se află în studii pentru a fi utilizat în tratamentul limfoamelor.